# Imre Csiszár
Imre Csiszár (* 7. Februar 1938 in Miskolc) ist ein ungarischer Mathematiker.
Csiszar studierte an der Loránd-Eötvös-Universität in Budapest und schloss 1961 mit dem Diplom ab. 1967 wurde er dort bei Alfréd Rényi promoviert und 1977 habilitiert (Doktortitel nach russischem System). Seit 1961 war er am Mathematik-Institut der Ungarischen Akademie der Wissenschaften (dem späteren Alfréd Rényi Institut), wo er ab 1968 die Abteilung Informationstheorie und später die Abteilung Stochastik leitete. Außerdem ist er Professor an der Lorand Eötvös Universität und lehrte an der Technischen Universität Budapest. Er war unter anderem Gastprofessor an der Universität Bielefeld, der University of Maryland (College Park), der Universität Tokio, der Stanford University und der University of Virginia (Charlottesville).
Csiszár befasst sich mit Informationstheorie und Wahrscheinlichkeitstheorie, wobei er besonders von Alfréd Rényi beeinflusst war.
1996 gewann er den Claude E. Shannon Award. Er erhielt 1989 den Preis für Interdisziplinäre Forschung der Ungarischen Akademie der Wissenschaften und 1988 den Paper Award der IEEE Information Theory Society. Csiszár ist Fellow der IEEE und wurde 1990 korrespondierendes und 1995 volles Mitglied der Ungarischen Akademie der Wissenschaften. Er war 1996 bis 2006 Präsident der ungarischen mathematischen Gesellschaft (Bolyai János Matematikai Társulat). 2013 erhielt er den Dobruschin-Preis, für 2015 wurde ihm die Richard-W.-Hamming-Medaille zugesprochen.
Er ist verheiratet und hat vier Kinder.

## Schriften
- mit János Körner Information theory: Coding theorems for discrete memoryless systems, Academic Press/Akademiai Kiao 1981
- mit P. Elias (Herausgeber) Topics in information theory, North Holland 1977
- mit Paul C. Shields Information theory and statistics: a tutorial, Hanover (Massachusetts), Now Publishers 2005
- mit G. Michaletzky (Herausgeber) Stochastic differential and difference equations, Birkhäuser 1997
- mit Gyula O. H. Katona, Gábor Tardos (Herausgeber) Entropy, search, complexity, Springer Verlag 2007